# Elkoudia El Beida
Elkoudia El Beida (franska: Elkoudia El Beida (CR), Elkoudia El Beida (Commune Rurale), arabiska: الدير) är en kommun i Marocko.   Den ligger i provinsen Taroudannt och regionen Souss-Massa, i den centrala delen av landet, 500 km sydväst om huvudstaden Rabat. Antalet invånare är 19 898.